# Cal Serra (Toses)
Cal Serra és un habitatge al nucli de Toses (Ripollès) catalogat a l'Inventari del Patrimoni Arquitectònic de Catalunya. Poble arrapat i agrupat a la costa a la banda esquerra del Rigat. Conegué el pes feudal del senyors d'Urtx, dels Mataplana, dels Pinós i dels ducs d'Alba. Era la capital del que se'n digué la Baronia, i avui és cap de municipi. Com altres agrupacions rurals que anomenem veïnats, contrasta amb la mentalitat rural netament individualista que defineix el mas d'una certa mentalitat col·lectiva que caracteritza les comunitats rurals de les valls pirinenques.
Cal diferenciar en aquesta construcció dos volums totalment diferenciats, el primer dels quals constituït per l'habitatge, arrapada al terreny i oberta al sud-oest amb grans obertures, per altra banda, el tancament nord es troba cegat degut a la duresa climatològica. La part més interessant de l'agrupació és la pallissa, amb certes connotacions culturals amb un acusat equilibri i simetria. A la façana de migdia té els quatre arcs de mig punt més característics.